# Paul André Joseph Langevin
Pour les articles homonymes, voir Langevin et Paul Langevin.
 (août 2024).
Si vous disposez d'ouvrages ou d'articles de référence ou si vous connaissez des sites web de qualité traitant du thème abordé ici, merci de compléter l'article en donnant les références utiles à sa vérifiabilité et en les liant à la section « Notes et références ».
Paul André Joseph Langevin, dit Paul Langevin, né le 15 janvier 1942 et mort le 11 novembre 2008 à Saint-Paul, est une personnalité politique franco-albertaine, maire et député de la province d'Alberta.

## Biographie

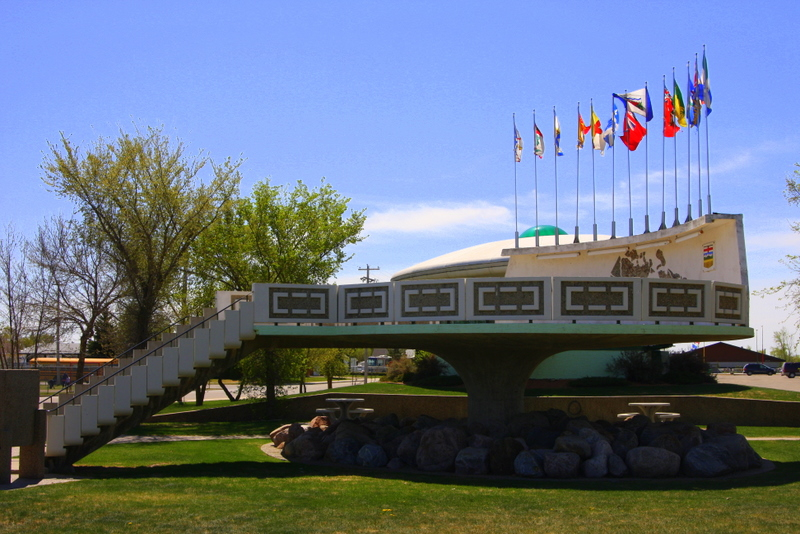
Aire d'atterrissage des ovnis et actuel office du tourisme de Saint-Paul en Alberta.

Paul André Joseph Langevin naît en 1942.
Il se présente comme candidat du Parti libéral de l'Alberta à l'élection générale albertaine de 1989. Il remporte l'élection à Saint-Paul et siège à l'Assemblée législative de l'Alberta.
En 1990, il inaugure, en tant que maire de la ville de Saint-Paul, la première aire d'atterrissage des OVNI du Canada, comme lieu d'attraction touristique. Cet édifice est utilisé également comme office de tourisme par la ville,.
Il se représente en 1993 et remporte pour la deuxième fois les élections dans le district de Lac La Biche-Saint-Paul.
En 1995, il rejoint les rangs de l'Association progressiste-conservatrice de l'Alberta et se représente à l'élection générale albertaine de 1997 qu'il remporte pour la troisième fois et qu'il conservera jusqu'en 2001.
Le 5 octobre 2000, il annonce un projet de 1,2 million de dollars pour construire le complexe de loisirs et centre d'interprétation régional de Lakeland ainsi qu'un quart d'un million de dollars de subventions pour restaurer le site historique de la Mission du Lac La Biche Mission dans le cadre des célébrations provinciales du centenaire. Paul André Joseph Langevin a pris sa retraite de la politique provinciale après la dissolution de l'Assemblée législative de l'Alberta en 2001.
Paul André Joseph Langevin meurt le 11 novembre 2008 dans la ville de Saint-Paul.